# Immenstaad am Bodensee
Immenstaad am Bodensee település Németországban, azon belül Baden-Württembergben. Lakosainak száma 6634 fő (2023. december 31.).

## Népesség
A település népessége az elmúlt években az alábbi módon változott:
| Lakosok száma | 2151 | 2850 | 4821 | 5536 | 5311 | 5730 | 5675 | 6010 | 6317 | 6634 |
|               | 1961 | 1967 | 1974 | 1980 | 1987 | 1993 | 2000 | 2006 | 2013 | 2023 |